# ARA Pueyrredón
L'incrociatore corazzato ARA Pueyrredón era un'unità militare della marina militare  argentina (Armada de la República Argentina, ARA). L'incrociatore prende il nome da Juan Martín de Pueyrredón (Buenos Aires, 1776-1850) un militare e politico argentino.
Inizialmente costruito per la Regia Marina con il nome Francesco Ferruccio, dopo alcuni tentativi di acquisto da parte del Cile, l'incrociatore finì per essere acquistato dal governo di Buenos Aires nel 1898 per la cifra di 782.000 'libras.
Fu varato il 25 luglio 1898 ed entrò in servizio il 4 agosto del 1898. Radiato il 2 agosto del 1954 fu disarmato a Baltimora e da lì rimorchiato in Giappone dove venne demolito.
Apparteneva alla classe Garibaldi, una classe di 10 incrociatori costruiti in Italia presso i cantieri navali Ansaldo di Genova e Orlando di Livorno. Di queste imbarcazioni, tre servirono nella Regia Marina italiana, mentre sette furono destinate all'esportazione: una entrò a far parte della marina militare spagnola, due della Marina imperiale giapponese e quattro della marina militare argentina.
La nave spagnola, venne battezzata Cristobal Colon, nome con cui viene chiamato in Spagna Cristoforo Colombo. Le 4 unità argentine vennero battezzate Garibaldi, San Martin, Belgrano e Pueyrredon, mentre le 2 unità giapponesi, vennero battezzate Kasuga e Nishin.
Le sue 24 caldaie a tripla espansione gli permettevano di raggiungere 24 nodi. Il ARA General Pueyrredón fu l'ultima unità della sua classe ad essere acquistata dall'Argentina; anche le unità poi vendute al Giappone erano state opzionate dallo stato sudamericano, ma la risoluzione della crisi con il Cile rese inutile tale acquisto.
Venne usata come nave scuola in parecchie campagne di istruzione dal 1919 al 1952.